# Emilio Sáez Cruz
Emilio Sáez Cruz (Macael, Almería, 6 de agosto de 1969) es un empresario, deportista, profesor y político español del Partido Socialista Obrero Español, alcalde de Albacete del 7 de junio de 2021 al 17 de junio de 2023.
En su dilatada carrera fue vicepresidente del CERMI entre 1998 y 2002 y secretario de organización de COCEMFE entre 2002 y 2008, además de presidente de COCEMFE Castilla-La Mancha y cofundador y presidente de AMIAB hasta 2008. Fue responsable en la ONU de las personas con discapacidad de la zona europea {¿en qué organismo?}.
Su mayor éxito como deportista fue el subcampeonato del mundo en eslalon en silla de ruedas en Stoke Mandeville (Reino Unido) además de haber participado en los Juegos Paralímpicos de Barcelona 1992. {¿qué minusvalía padece?}

## Biografía
Nació el 6 de agosto de 1969 en Macael (Almería). Entre los nueve y los dieciséis años estudió en el Colegio San Juan de Dios de Alcalá de Guadaira (Sevilla), continuando su formación en el Centro de Recuperación de Personas con Discapacidad Física de Albacete (CRMF). Diplomado en Magisterio por la Universidad de Castilla-La Mancha (UCLM), obtuvo los másteres en Energías Renovables y Gestión de la Energía en la Escuela Europea de Dirección y Empresa (EUDE), en Integración Social en la Universidad Autónoma de Madrid (UAM) y en Administración de Empresas MBA Executive en la Cámara de Comercio de Albacete.{¿másteres o cursillos de ampliación de conocimientos?}

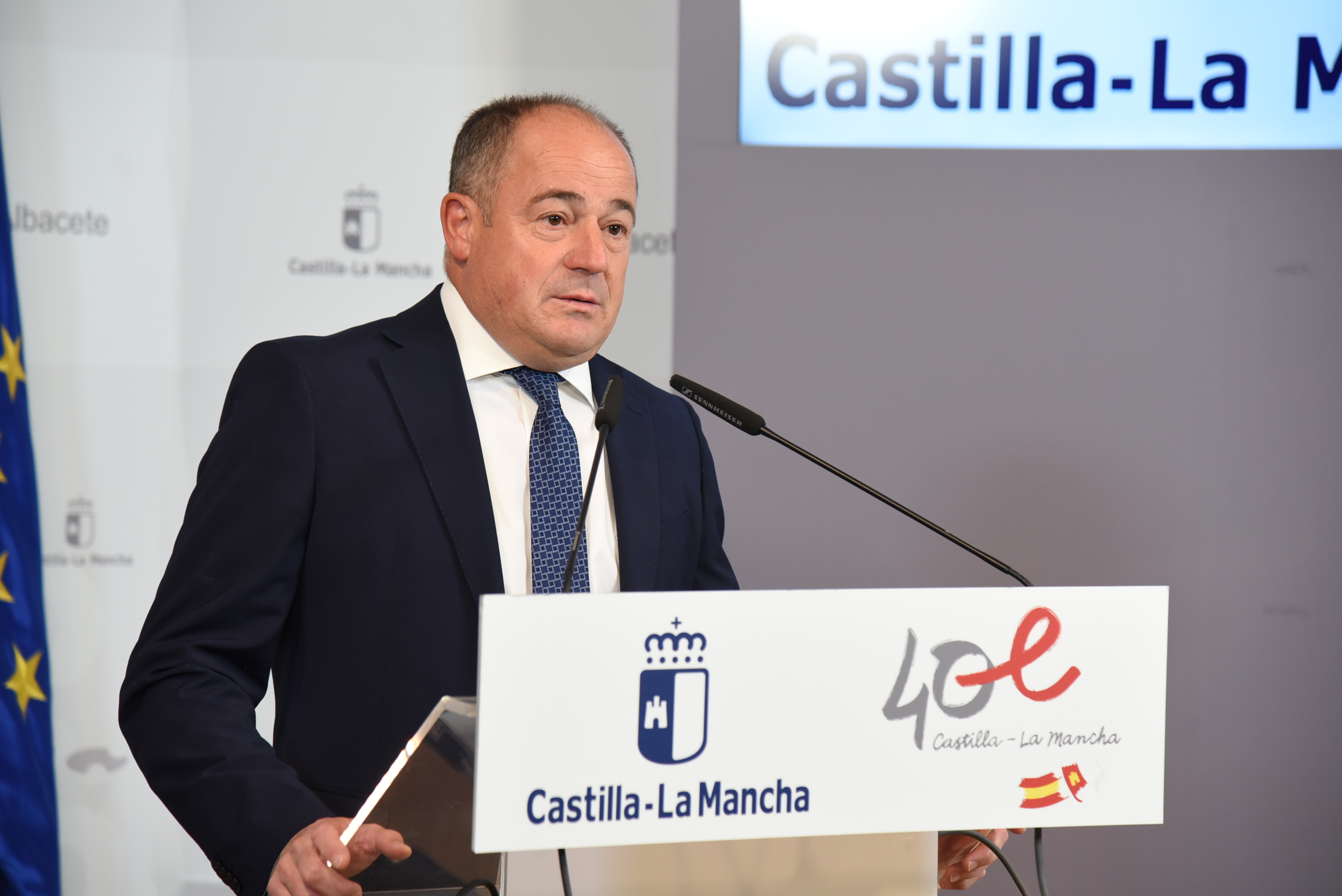
Fotografiado en 2022

Como deportista participó en los Juegos Paralímpicos de Barcelona 1992, donde fue semifinalista en las pruebas de velocidad en atletismo en silla de ruedas, y fue subcampeón del mundo en eslalon en silla de ruedas en Stoke Mandeville (Reino Unido) y campeón de España de natación de 50 m mariposa. Su actividad empresarial ha estado ligada muy de cerca con el mundo de la discapacidad y fue responsable en la ONU de las personas con discapacidad de la zona europea. {¿en qué organismo de la ONU, en qué fechas?} Ha ejercido la docencia como profesor de educación secundaria. {¿en qué Centro, en qué asignatura, en qué fechas?} 
Durante su trayectoria profesional ha sido secretario de la Asociación de Empresarios de Campollano (ADECA), secretario de organización de COCEMFE España y presidente de COCEMFE Castilla-La Mancha entre 2002 y 2008, vicepresidente del CERMI España entre 1998 y 2002, miembro de la junta directiva de la Federación Española de Deportes para Personas con Discapacidad Física y cofundador y presidente de AMIAB hasta 2008. 
Entre 2008 y 2011 fue delegado provincial de la Consejería de Industria, Energía, Medio Ambiente y Minas en Albacete, entre 2011 y 2015 concejal del Ayuntamiento de Albacete y entre 2015 y 2019 diputado en las Cortes de Castilla-La Mancha. También fue secretario de Ordenación del Territorio de la Comisión Ejecutiva Regional del PSOE. 
En las elecciones municipales de 2019 Sáez Cruz fue el candidato del PSOE a la alcaldía de Albacete, siendo su lista la más votada empatado en escaños con el Partido Popular. Desde el 19 de junio de 2019 fue vicealcalde de Albacete en base al acuerdo de gobernabilidad con Ciudadanos por el que se convirtió en alcalde de Albacete el 9 de junio de 2021, cuando tomó posesión en el salón de plenos del Ayuntamiento de Albacete. Está casado y tiene dos hijos.
En junio de 2025 la Audiencia Provincial de Albacete ordenó se le investigara por prevaricación.